# Hypena leucoprepa
Hypena leucoprepa là một loài bướm đêm trong họ Erebidae.